# Patrick Williams (compositore)
Patrick Williams (Bonne Terre, 23 aprile 1939 – Santa Monica, 25 luglio 2018) è stato un compositore, arrangiatore e direttore d'orchestra statunitense.
Ha composto musiche per film e serie televisive, tra cui: Senza capo d'accusa e Lou Grant.

## Filmografia parziale

### Cinema
- Uffa papà quanto rompi! (How Sweet It Is!), regia di Jerry Paris (1968)
- Come ti dirotto il jet (Don't Drink the Water), regia di Howard Morris (1969)
- Macho Callagan (Macho Callahan), regia di Bernard L. Kowalski (1970)
- Kobra (Sssssss), regia di Bernard L. Kowalski (1973)
- Senza capo d'accusa (Framed), regia di Phil Karlson (1975)
- A proposito di omicidi... (The Cheap Detective), regia di Robert Moore (1978)
- Ultimo handicap (Casey's Shadow), regia di Martin Ritt (1978)
- Cuba, regia di Richard Lester (1979)
- Il ritorno di Butch Cassidy & Kid (Butch and Sundance: The Early Days), regia di Richard Lester (1979)
- All American Boys (Breaking Away), regia di Peter Yates (1979)
- Eroe offresi (Hero at Large), regia di Martin Davidson (1980)
- Io, modestamente, Mosè (Wholly Moses), regia di Gary Weis (1980)
- La fantastica sfida (Used Cars), regia di Robert Zemeckis (1980)
- Amarti a New York (It's My Turn), regia di Claudia Weill (1980)
- Ladre e contente (How to Beat the High Cost of Living), regia di Robert Scheerer (1980)
- Charlie Chan e la maledizione della regina drago (Charlie Chan and the Curse of the Dragon Queen), regia di Clive Donner (1981)
- State uniti in America (Some Kind of Hero), regia di Michael Pressman (1982)
- Il più bel casino del Texas (The Best Little Whorehouse in Texas), regia di Colin Higgins (1982)
- Giocattolo a ore (The Toy), regia di Richard Donner (1982)
- Swing Shift - Tempo di swing (Swing Shift), regia di Jonathan Demme (1984)
- La forza dell'amore (The Buddy System), regia di Glenn Jordan (1984)
- Ho sposato un fantasma (All of Me), regia di Carl Reiner (1984)
- La miglior difesa è... la fuga (Best Defense), regia di Willard Huyck (1985)
- La moglie del campione (The Slugger's Wife), regia di Hal Ashby (1985)
- Le violette sono blu (Violets Are Blue), regia di Jack Fisk (1986)
- Pazzie di gioventù (Fresh Horses), regia di David Anspaugh (1988)
- Due donne e un assassino (In the Spirit), regia di Sandra Seacat (1990)
- Cry Baby (Cry-Baby), regia di John Waters (1990)
- Vincere insieme (The Cutting Edge), regia di Paul Michael Glaser (1992)
- Questo pazzo sentimento (That Old Feeling), regia di Carl Reiner (1997)
- Falsi paradisi - Kiss the Sky (Kiss the Sky), regia di Roger Young (1998)

### Televisione
- Mary Tyler Moore - serie TV, 168 episodi (1970-1977)
- The Bob Newhart Show - serie TV, 138 episodi (1972-1978)
- Le strade di San Francisco (The Streets of San Francisco) - serie TV, 11 episodi (1972-1976)
- Il mago (The Magician) - serie TV, 22 episodi (1973-1974)
- L'impareggiabile giudice Franklin (The Tony Randall Show) - serie TV, 5 episodi (1976-1978)
- Colombo (Columbo) - serie TV, 9 episodi (1977-1992)
- Lou Grant - serie TV, 98 episodi (1977-1982)
- AfterMASH - serie TV, 7 episodi (1983-1984)
- Vendetta alla luce del giorno (In Broad Daylight) - film TV, regia di James Steven Sadwith (1991)
- Gioielli (Jewels) - miniserie TV (1992)
- Il giuramento di Diane (Getting Gotti) - film TV, regia di Roger Young (1994)
- Pericolo estremo (Extreme) - serie TV, 5 episodi (1995)
- Journey - film TV, regia di Tom McLoughlin (1995)
- Salomone (Solomon) - miniserie TV (1997)
- Un'americana alla corte di Re Artù (A Knight in Camelot) - film TV, regia di Roger Young (1998)
- Jesus - miniserie TV (1999)
- Blonde - miniserie TV (2001)
- Detective Monk (Monk) - serie TV, episodi 2x03-2x05 (2003)
- Hercules - miniserie TV (2005)
- I Simpson (The Simpsons) - serie TV d'animazione, 2 episodi (2006-2014)

## Premi
- Primetime Emmy Awards - vinto nel 1993 per Gioielli.[4]